# Belváros (Brassó)

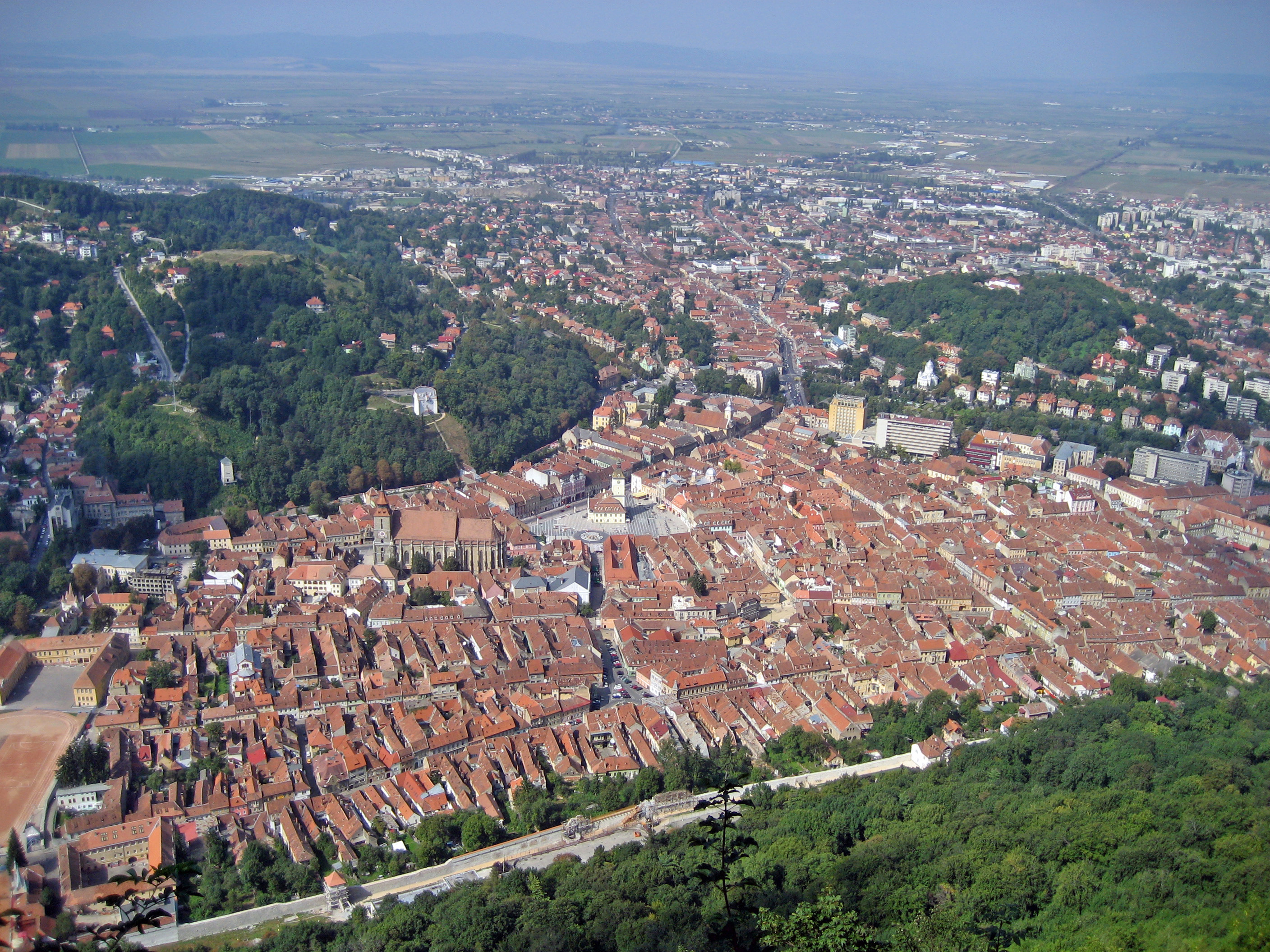
Brassó belvárosa a Cenkről

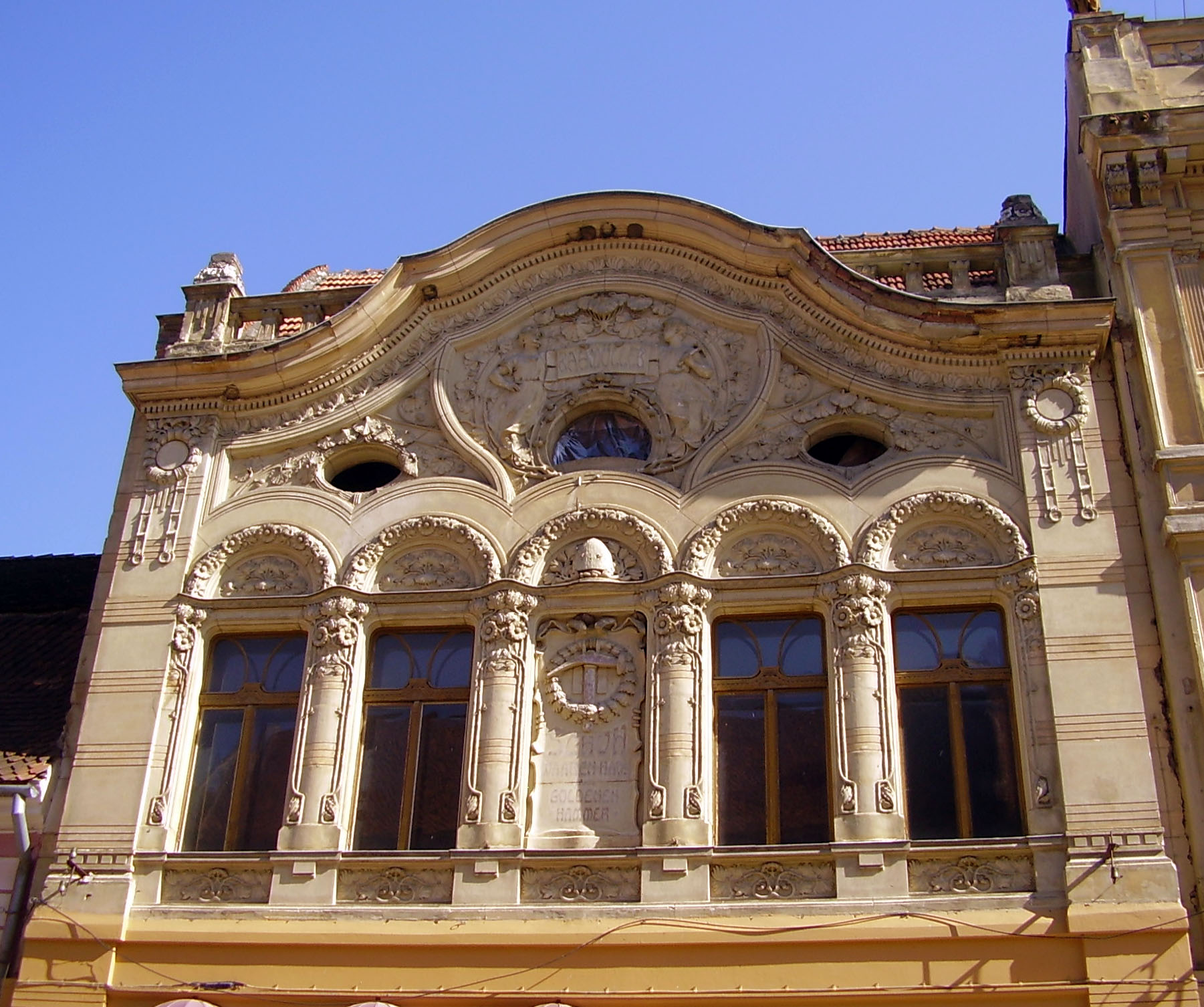

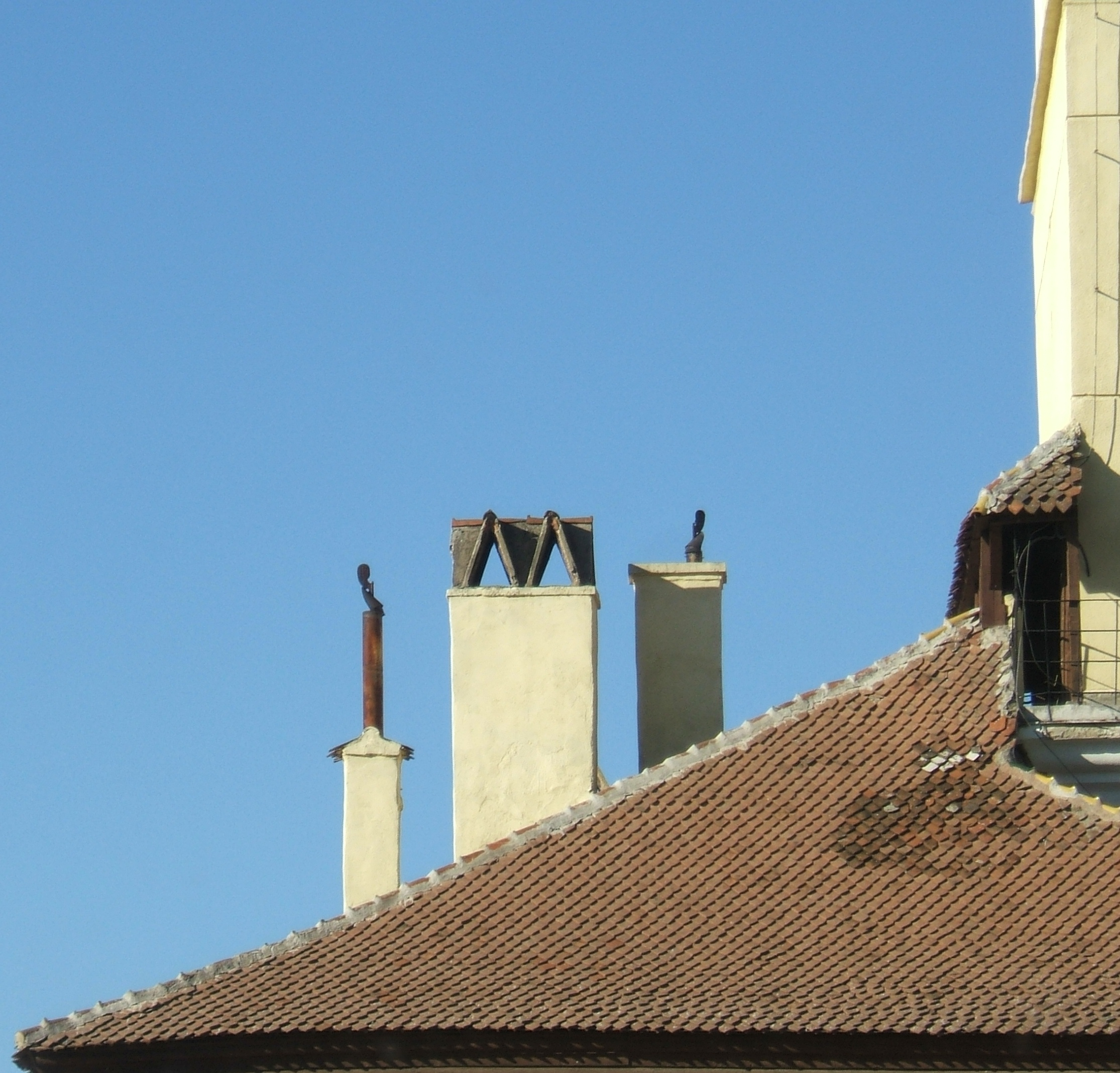

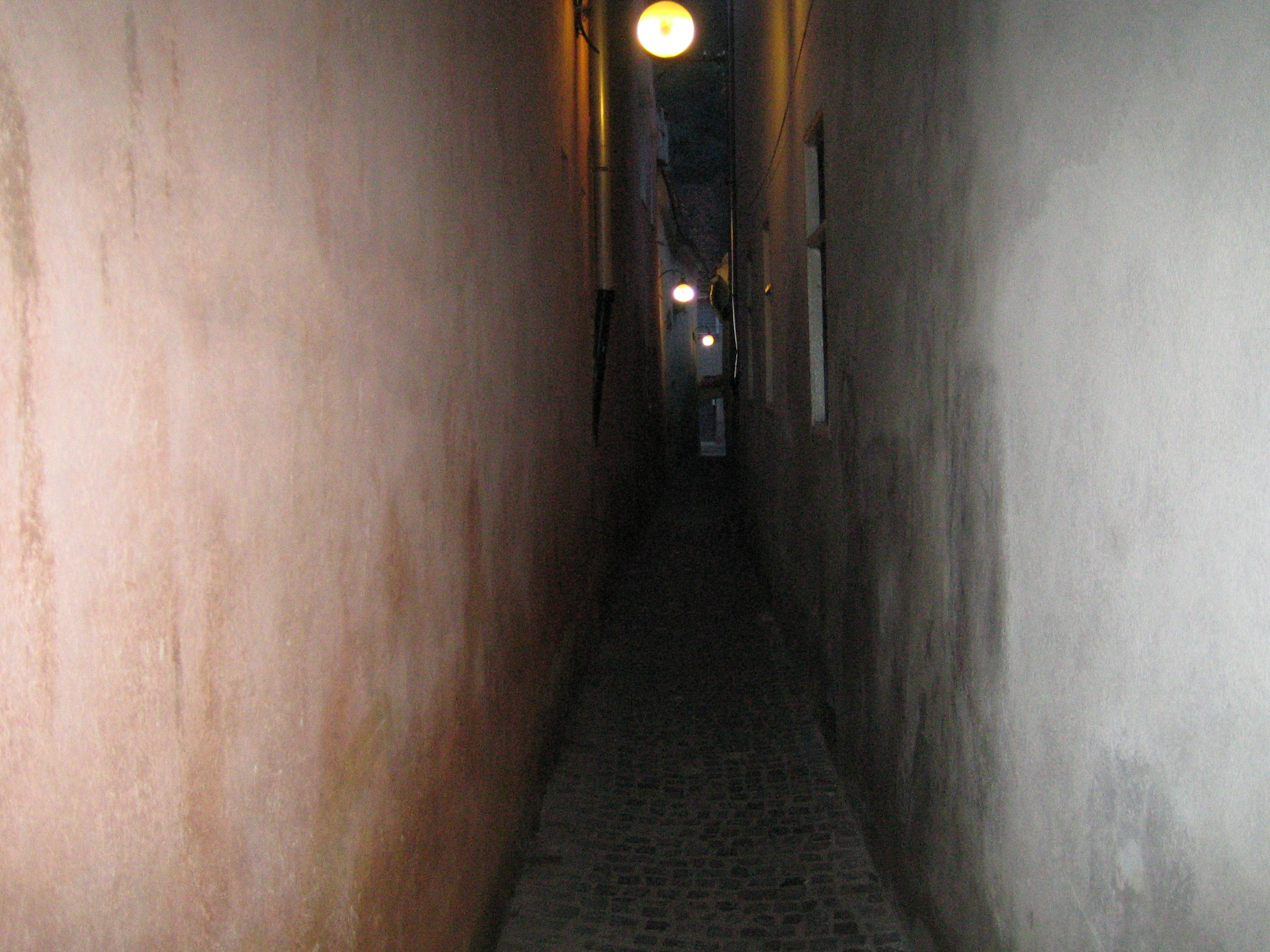
A Zsinór utca

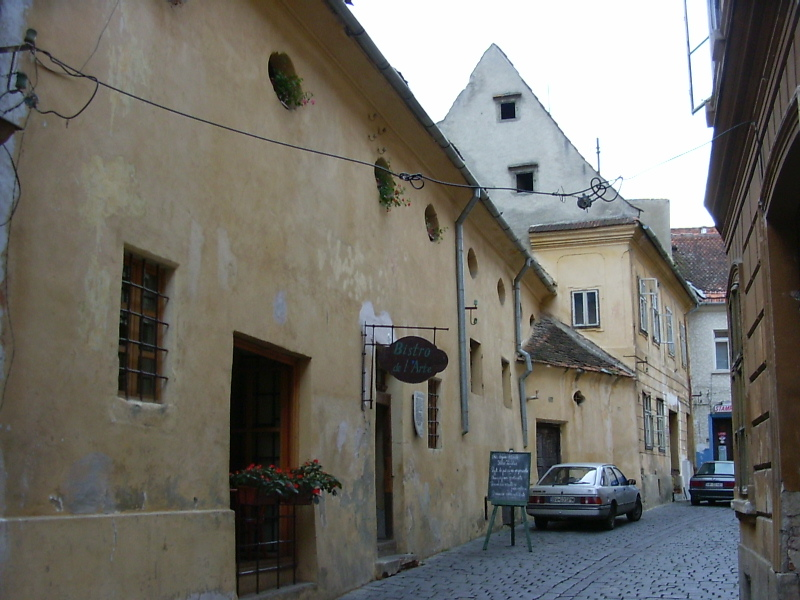
Az egykori gabonaraktár a Rosenangerban

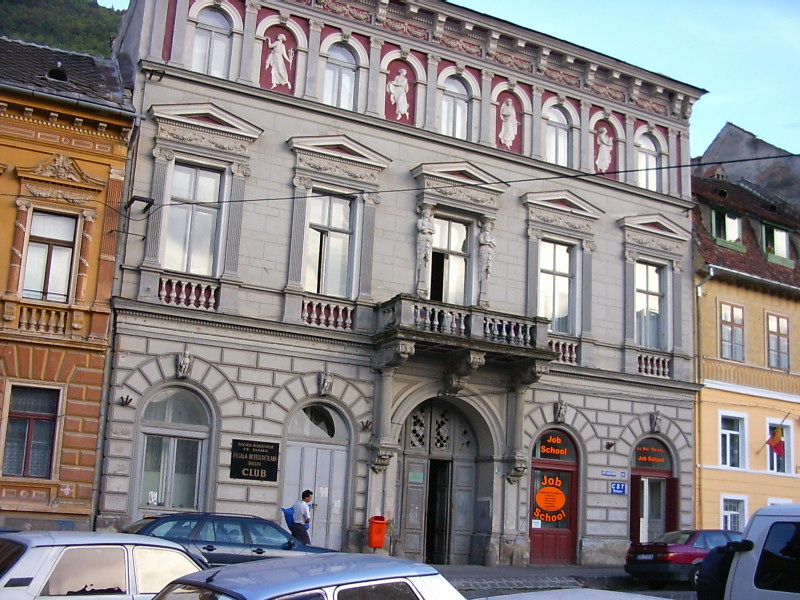
A volt Continental szálló a Csergepiacon

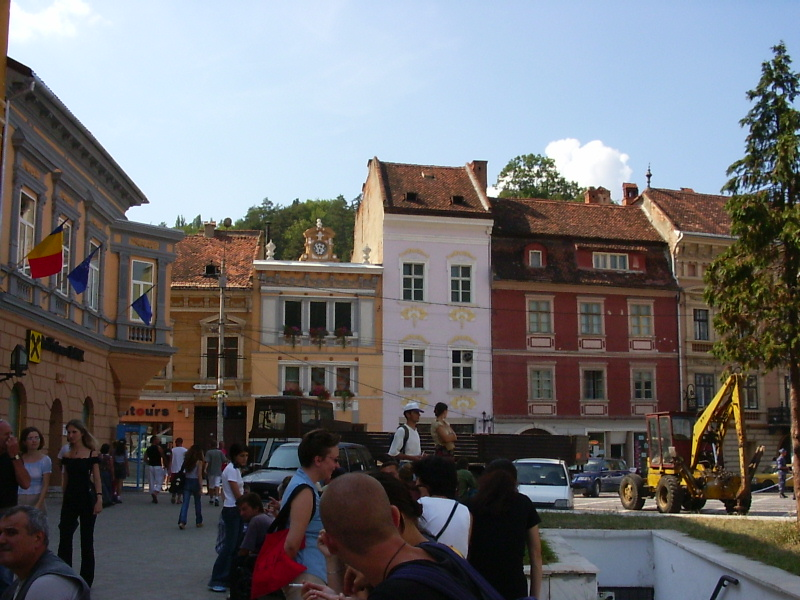
A Lensor

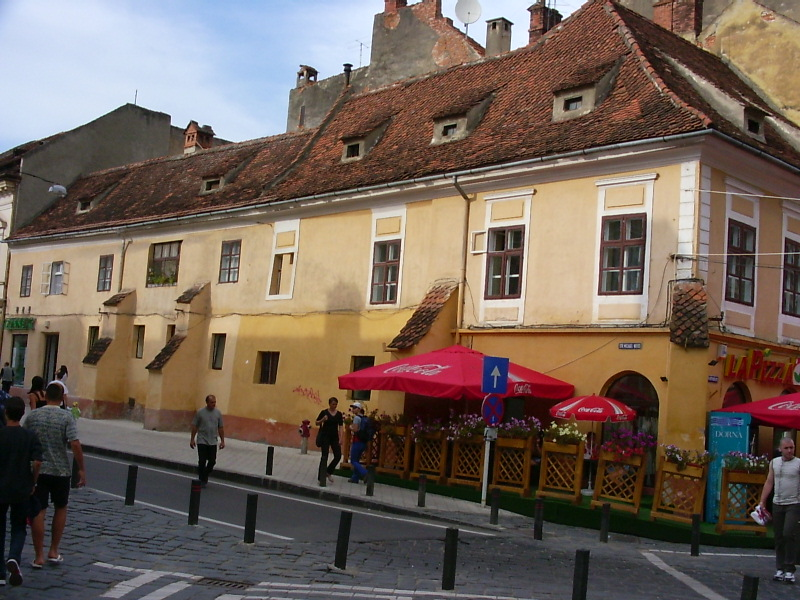
A Jekelius-ház

A Felsővilla utca

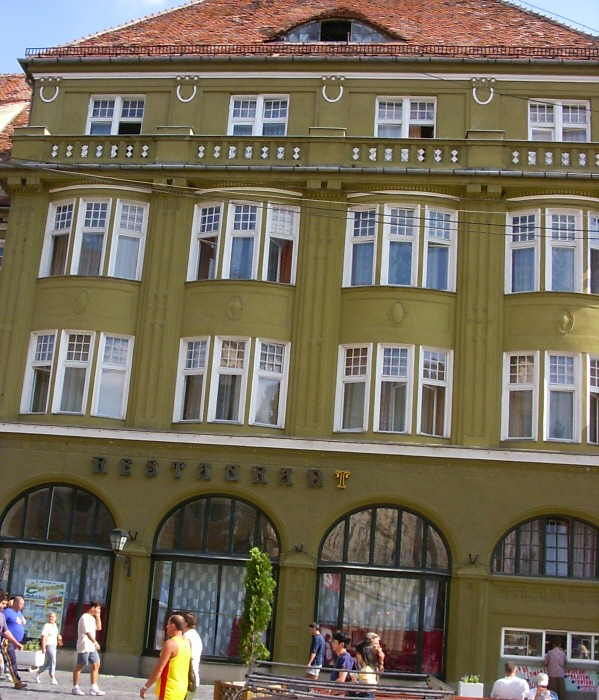
Korona szálló

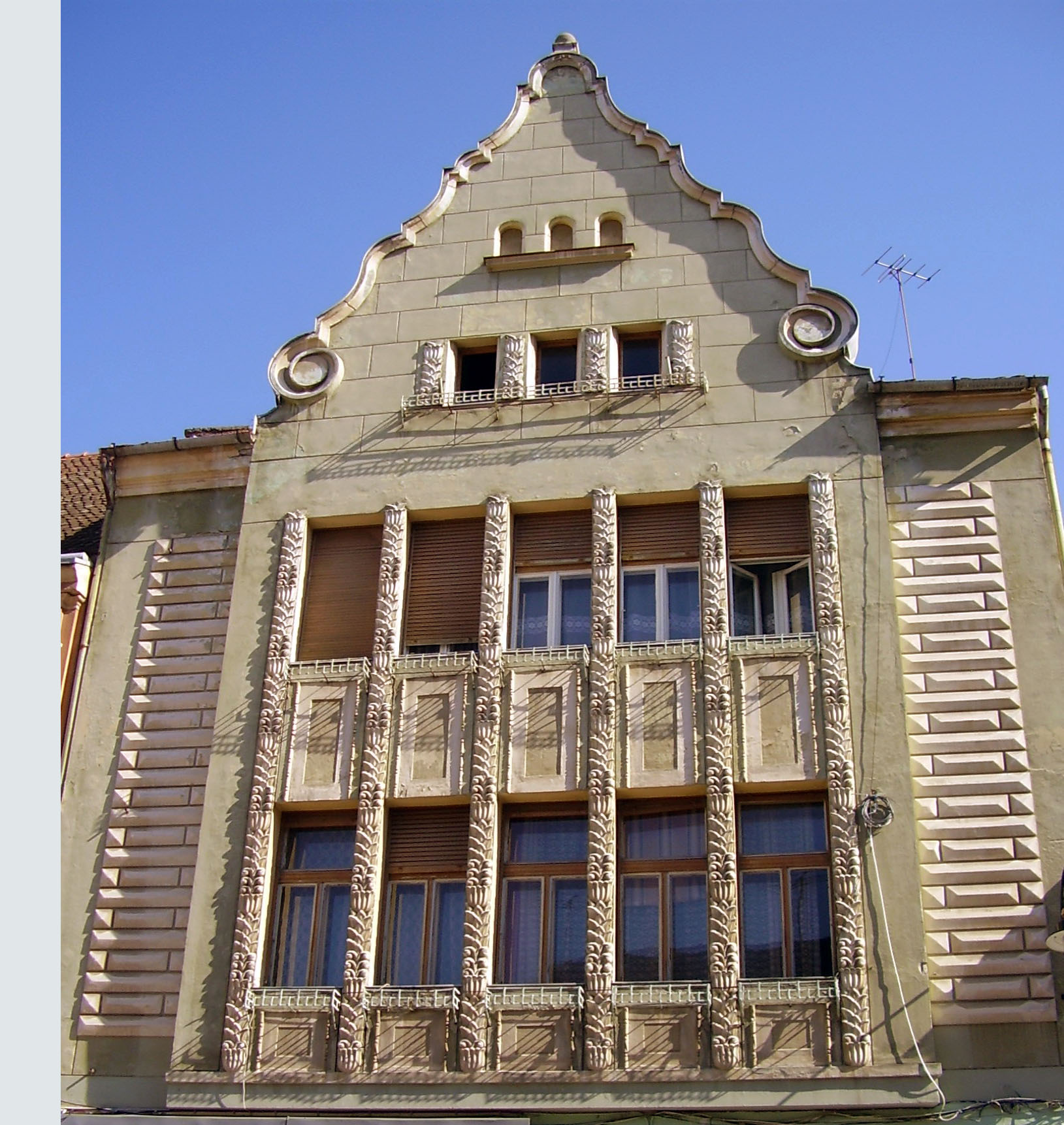

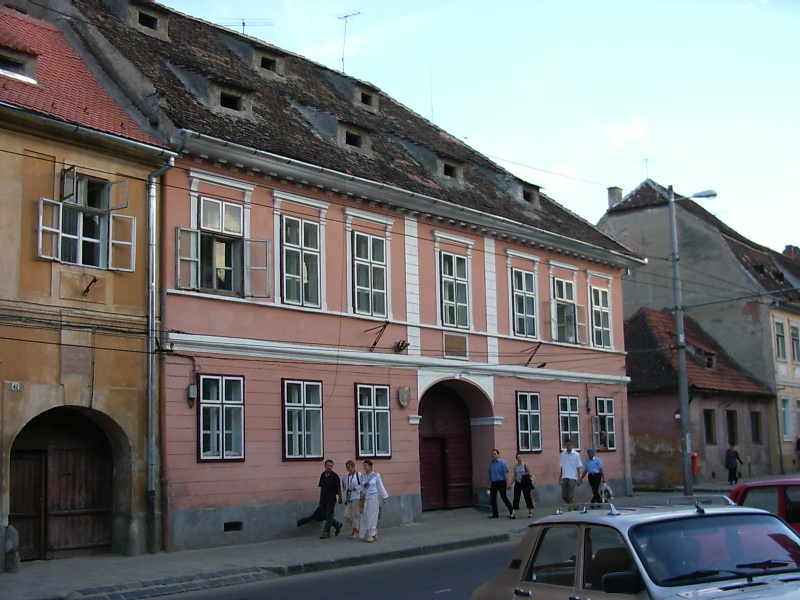
A Honterus szülőháza helyén álló ház

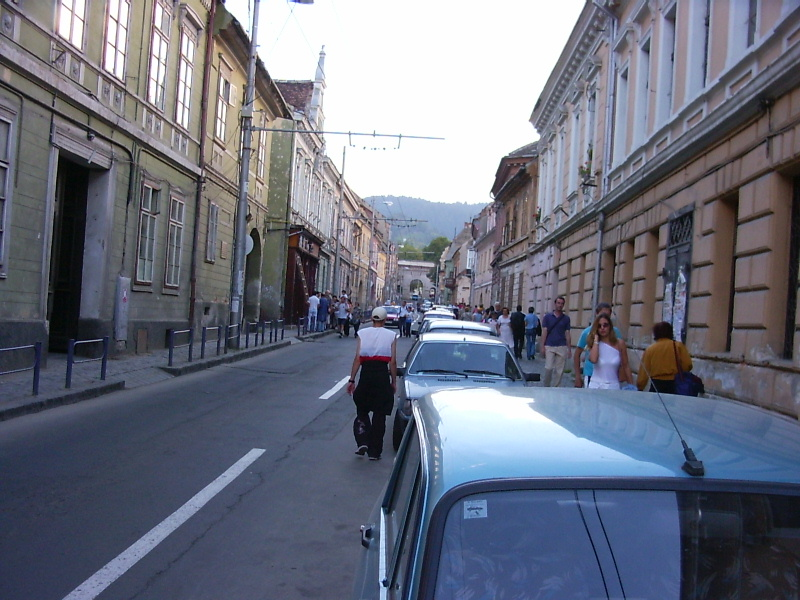
Árvaház utca, végén a Bolgárszegi-kapuval

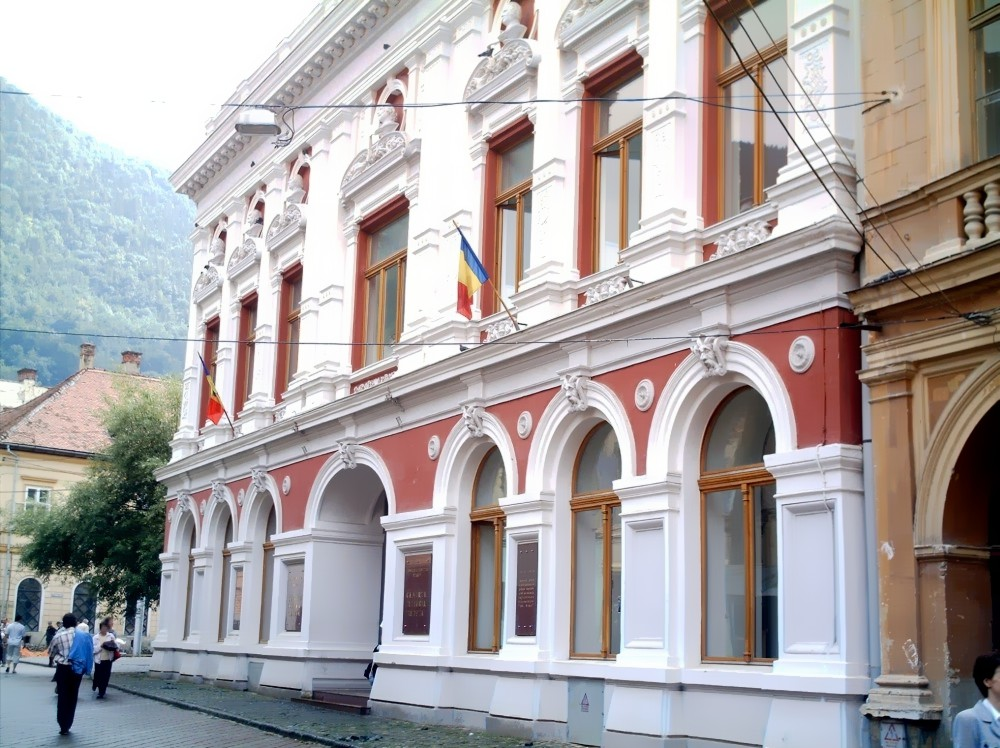
A Redut

A Belváros (románul: Centrul Vechi) Brassó egyik városnegyede. Magába foglalja az egykori várfalak által közrezárt történelmi városmagot (Újbrassó vagy Vár, románul: Cetatea, németül: Innere Stadt) és az ettől északra elterülő részt, egészen a Fellegvárig.

## Fekvése
A 15. század elején falakkal és bástyákkal vették körül, amelyek az északkeleti oldal kivételével nagyrészt ma is állnak. Északkeletről az egykori sáncok helyén a 19. század végén kialakított városközpont és park, délkeletről a Cenk, északnyugatról a Bácsél (Raupenberg), délnyugatról a Bolgárszeg határolja.

## Története
Kezdetben egy patak folyt rajta keresztül délnyugat–északkeleti irányban, majd a Főtérnél két ágra szakadt és az egyik ága Óbrassó, a másik Bolonya felé haladt tovább. Elsőként a nyugati–délnyugati része települt be a 13. század elején, Óbrassóval párhuzamosan, legkésőbb az északkeleti, a 14. század végén. 1475-ben a következő négy városnegyedből állt: Quartale Corpus (Vár utca, Halpiac, Felső új utca), Quartale Portica (Kapu utca és Tehénpiac – a mai Coresi diakónus utca), Quartale Catarina (a Klastrom utca északi szakasza és a Lópiac) és Quartale Petri.
Az utcai világítást 1804-ben vezették be, kezdetben a Nagypiacon, a Klastrom utcában és a Lópiacon. Az első kőburkolatot a városháza körül fektették le 1737-ben. A legtöbb utcát a 19. század elejére kikövezték, de a Főteret egészében csak 1854-ben. A vizet 1907-ig tizenhárom forrásból kapta, amelyek bolgárszegi házak pincéiben törtek elő és amelyek vizét a Lópiac alatti tározóban gyűjtötték össze és a talaj természetes esését felhasználva az utcákon kialakított kis „csorgók”-ba gyűjtötték. A vezetékek 1804-ig kifúrt fatörzsekből készültek, amelyeket az ehhez értő cigányok készítettek és tartottak karban. Akkor az elhasználódott vezetékeket kővel kezdték kicserélni.
1965-ben helyezték műemléki védelem alá és kezdődtek meg a műemléki szempontú helyreállítások.

## Népessége
A 18. században még kevés nem szász lakója volt. Elvben legalábbis a falak között éltek az ún. görög kereskedő kompánia tagjai. Az első románok II. József uralkodása idején, az ún. koncivilitási rendelet értelmében költöztek be.
- 1851-ben 3176 szász, 735 német, 394 magyar, 329 román, 143 görög, 86 cseh, 63 zsidó és 42 örmény lakosa volt.
- 1910-ben 9301 lakosából 4380 volt magyar, 4169 német és 678 román anyanyelvű. A nem magyar anyanyelvűek 83%-a is beszélt magyarul.

## Látnivalók
A lakóházakból csak kevés részlet vészelte át az 1689. április 21-én a várost elpusztító brassói tűzvészt. A városi tanács rendeletére a belvárosi szászok 1754-ben kezdtek fa helyett téglából és kőből építkezni. A ma látható régi épületek java a 18. és a 19. században épült. Az utcahálózat viszont alapvetően megőrizte a középkori viszonyokat. Utcái a középkorban páratlanul széleseknek számítottak és később sem szélesítettek rajtuk. Nagyszebentől eltérően nem jellemzőek rá a szűk sikátorok; az egyetlen ilyen, a korábban tűzoltók által használt Zsinór utca (Str. Sforii, Schnurgasse) viszont valóban „egy emberes”. Eleve csak gyalogos közlekedésre szolgált még az Alsóvilla utca (Str. Grigoraș Dinicu, Untere Gabelgasse) és a Felsővilla utca (Str. Alecu Russo, Obere Gabelgasse).
A brassóiak praktikusan építkeztek, nem hivalkodtak házaikkal. A 18. században a legtöbb ház még földszintes volt, egyedül a Főtér és a Klastrom utca állt főként emeletes házakból, sőt a Búzasoron 1786-ban megépült a város első kétemeletes háza. Amikor emeletet építettek, a konyhát az emeleten, a műhelyt pedig a földszinten rendezték be – de a műhely sokszor az udvarban kapott helyet. A tető gyakran szögben megtört, az utca felé ereszt hagytak. Valószínűleg a tűzvész emléke miatt Brassóban már akkor is cseréppel fedték a tetőket, amikor máshol még zsindellyel, ezért „vörös város”-nak is nevezték. Mivel kocsibejárót a hely szűkössége miatt ritkán tudtak kialakítani, a szekereket az utcán, a ház előtt állították meg és ott rakodtak fel vagy le. A 19. század második felében boltokat a Főtéren, a Hirscher, a Kapu, a Klastrom utcában és a Lópiacon lehetett találni.
Furcsa módon a kémény volt a házak azon részlete, amelynél a szász építtetők szabadon engedték képzeletüket. Valóságos divatirányzatok alakultak ki a kéménykürtők kiképzését illetően.
A Klastrom utcát (Vám utca, románul Strada Mureșenilor, korábban Ulița Vămii, a két világháború közt Str. Regele Mihai, németül Klostergasse). A múltban előkelő patríciusok lakták. A Vám utcai kapun keresztül Moldvába indultak a kereskedők. 1891-től lóvasút, majd benzinüzemű városi vasút járt rajta.
- 1. Képtár.
- 7. A volt Hotel Europa. A 18. század végén épült, a 19. században alakították át fogadóvá.
- 9. Schobeln-ház. 1550-ben épült, a portál szegélykövei és egy ablak reneszánsz stílusúak. 1833 és 1823 között benne működött a Gött-nyomda. Itt nyomtatták a Gazeta de Transilvaniát és a Kronstädter Zeitungot, 1838–1839-ben az Erdélyi Hírlapot és melléklapját, a Mulattatót, 1849-ben Cezar Bolliac újságát, az Espatriatult.
- 12. Az egykori Arany Korona (Zur Goldenen Krone) városi fogadó.
- 19. Az egykori jezsuita kolostor. Benne működött 1837 és 1848 között a katolikus gimnázium is.
- 21. Belvárosi római katolikus templom.
- 27. Diákház. A századfordulón városi idegenforgalmi irodaként működött. A 20. század elején földszintjén üzemelt az Erdélyi-vendéglő.

Szent János utca (Str. Sfântul Ioan, Johannesgasse)
- 7. Ferences templom és kolostor.

A Főtér (Piața Sfatului, Rathausplatz) közepén áll a régi brassói városháza. A tér oldalait egykor külön nevekkel illették, amelyek a pénteki hetivásárok jellemző termékeire utaltak. Az északkeleti volt a Búzasor (Kornzeile, Târgul Grâului – ahol jellemzően bolgárszegi és hegyvidéki románok vásároltak gabonát a barcasági szász földművesektől, de korzóként is használták), a délkeleti a Virágsor (Blumenzeile, Târgul Florilor vagy Șirul Fructelor), a délnyugati a Kádársor (Böttcherzeile, Șirul Botelor), az északnyugati pedig a Lensor (Flachzeile, Șirul Inului).
- 1. Kamner-ház (a portál felső része 1587-ből való).
- 3. Ortodox templom.
- 4. Czeides-ház (16–18. század).
- 5. Wallbaum-ház (16–18. század). Szálloda működik benne.
- 7. Mandl-ház (19. század).
- 13. A volt Szerecsen-patika.
- 14. Hirscher-ház (1545).
- 15.–16. Closius–Hiemesch–Giesel házak (18. század).
- 17. Cziegler-ház (18. század); a helyén 1511-ben a város első gyógyszertára működött.
- 18. Filstich–Plecker-ház (16–17. század).
- 19. Stefanovitsch-ház (19. század).
- 23. Safrano-palota (19. század).
- 25. Mureșanu-ház.
- 26. Czell-palota.
- 27. Seuler-ház (16–18. század). A 20. század első felében falai között működött a román kaszinó.

A Rosenanger (Piața George Enescu, korábban Târgul Peștelui, még korábban Sub Bucium) volt a Hirscher Apollónia utca után a halpiac, ahol rákot és csigát is árultak. A 19. században rajta keresztül lehetett megközelíteni a búzasori ortodox templomot.
- 11b. 16. századi gabonaraktár, később asztalosműhely.

Weisz Mihály utca (régi nevén Apáca-utca vagy Széles utca, Str. Michael Weiss, Michael Weiss gasse, 1887-ig Nonnegasse)
- 22. (a Kapu utca sarkán) az egykori Szász Nemzeti Bank épülete (Albert Schuller tervezte, 1908-ban épült). Később elektromos üzemként, majd ismét bankként használták.

A Kapu utca (jelenleg Str. Republicii, egykor Str. Porții, németül Purzengasse) a Főtér keleti sarkából kiindulva északkeleti irányban húzódik. Északi részén volt a város egyik legrégebbi kapuja, mely a 14. század második felétől 1857-ig állt. A város egyik fő turisztikai látványossága, 13 épület műemléknek van nyilvánítva.
A Kórház utca (Str. Postăvarului, egykor Str. Spitalului) párhuzamos a Kapu utcával. Itt volt a Szent Antal kórház.
A Csizmadia utca (Str. Politehnicii, egykor Str. Cizmarilor, Schustergasse) a 19. század második felében alakult ki, az északkeleti városfal helyén.
A Fekete utcában (Str. Nicolae Bălcescu, korábban Ulița Neagră, Schwarzgasse) a 19. században sok takács-, tímár- és gubacsapóműhely üzemelt. A termelési műveletekhez felhasználták az utcán végigfolyó csatornát, amelyet deszkák fedtek. A munkások főként székely lányok és legények voltak. Az ekkor már főként Kárpátokon túli nyersanyagot feldolgozó vállalkozások a század közepétől lassanként alulmaradtak az osztrák és cseh gyáriparral szemben.
- 15. A sörgyáros Friedrich Czell háza (19. század eleje).
- 16. Vörös fogadó (19. század).
- 40. A ház helyén született a hagyomány szerint Johannes Honterus.[3]
- 56. Fekete kaszárnya (Peter Bartesch, 1871–1873).

A Vár utcában (Str. Castelului, 1887-ig Ulița Fânarilor, Burggasse) a 19. században kötélverők dolgoztak. A segéderőt náluk is, akár a Fekete utcai takácsoknál, főként székely lányok alkották és itt is felhasználták az utca alatt folyó csatornát. Termékeiket a román fejedelemségekbe szállították.
- 50. Az egykori Continental szálló neobarokk épületét Peter Bartesch tervei szerint, a ploiești-i Tache Stănescu számára építették 1871–1873-ban. Az előtte található tér volt a Csergepiac (Târgul Straielor, Kotzenmarkt vagy Deckenmarkt), ahol a bolgárszegi csergekészítők árusították portékáikat.
- 64. Ortodox zsinagóga.

A Csergepiacot az Apollonia Hirscher utca (korábban Halpiac, Str. Apollonia Hirscher, 1887-ig Str. Teatrului, Hirschergasse, a 19. század második felében Theatergasse, korábban Fischmarkt) köti össze a Főtérrel.
- 3. Itt létesült 1822-ben a város első állandó református istentiszteleti helye.
- 8. A Redut Christian Kertsch városi főépítész tervei szerint 1893–1894-ben épült, a régi, 18. századi Redut helyére. Főként német nyelvű színielőadásokat és bálokat tartottak benne.

Az Árvaház utca (1887-ig Szentlélek utca, Str. Poarta Șchei, egykor Ulița Șcheilor vagy Ulița Orfanilor, Waisenhausgasse, 1887-ig Heiligleichnamsgasse vagy Wallachergasse) régi 'Corpus Christi utca' nevét az itt állt Krisztus teste templomról kapta. Egykor a mészárosok utcája volt.
- 3. Az ún. Tretschkes-házban működött 1845-ös alapításától 1851-ig, majd 1854 és 1885 között a brassói román kaszinó. Első tagjai kereskedők voltak, nemcsak románok, de görögök és örmények is. Később értelmiségiek és mesteremberek is beléphettek, titkári posztját az első években George Bariț töltötte be. 1885–1909-ben a Hirscher utca sarkán, a Roth-féle Medve-patika fölött, majd a Főtéren működött. 1848-ban itt tartották gyűléseiket a Moldvából menekült ifjú forradalmár bojárok, Alexandru Ioan Cuza, Vasile Alecsandri, Alecu Russo, Gheorghe Sion és mások. Ugyanitt készítették elő április 23-án az első balázsfalvi gyűlés programját.[4]
- 14. Az ún. Tartler-árvaházról kapta nevét az utca. Az épület 1806-ból való, de az árvaház csak 1875-ben nyílt meg benne. Ma óvoda.
- 27. Neológ zsinagóga.
- 39. A Bolgárszegi-kapu mellett található sportlíceumot evangélikus tornaiskolaként hozták létre 1853-ban. A mai Románia legrégibb sportiskolája. Kertjéhez tartozott az egykori védelmi rendszer maradványa, egy tó, amelyet csak 1894-ben töltöttek fel.

Lópiac (Str. George Barițiu, korábban Târgul Cailor, Roßmarkt)
- 1. Pleckner-ház (16–19. század).
- 2. Rideli-ház (16–17. század).
- 6. Valentin Hirscher-ház. Az akkori bíró, Valentin Hirscher házában szállt meg 1600 márciusában Vitéz Mihály.
- 12. Görög templom.
- 36. Szülészet. Eredetileg a Honterus Gimnázium 1911–1913-ban emelt új épülete volt, amelyet Paul Beck drezdai építész tervezett. Nemrég visszakapta az evangélikus egyház.

A jelenlegi közigazgatási felosztás szerint a Belváros-negyedhez tartozik néhány, a régi várfalon kívül eső utca és hely:
- Rezső-körút (régi román nevén Str. Regele Ferdinand, jelenlegi nevén Str. Eroilor, német nevén Rudolfsring), a Cenk aljától a Bácsélig vezető útvonal
- Rezső-park (Parcul Nicolae Titulescu), helyén egykor a városi fapiac volt
- Postarét (Șirul Livezii - Livada Poștei), egykoron itt volt a postakocsisok lovainak legelője, jelenleg több városi buszjárat végmegállója és fontos közlekedési csomópont
- Cenkalji sétány (Aleea Tiberiu Brediceanu) és a Graft menti sétány (După Ziduri)